# Parque Las Piedrecitas
El Parque Las Piedrecitas es un espacio recreativo y patrimonial ubicado en el oeste de la ciudad de Managua, Nicaragua, junto a la Laguna de Asososca. Es uno de los parques más antiguos del país y ha pasado por múltiples etapas de construcción, deterioro y renovación desde su apertura original en 1920.

## Historia
El parque fue construido entre 1917 y 1920 bajo la presidencia de Emiliano Chamorro, originalmente con el nombre de Parque Lastenia, en honor a su esposa. En 1921, adquirió el nombre actual por el uso de piedras naturales en su infraestructura.
Fue reconstruido en 1938 tras los daños del terremoto de 1931 y declarado Parque Nacional en 1941. En 1962 se le añadió un invernadero con plantas importadas desde Nueva York.
El Terremoto de Managua de 1972 destruyó gran parte del parque, y este fue cayendo en abandono. Durante las décadas siguientes, fue considerado un sitio inseguro, con deterioro ambiental y social.

## Remodelación y reapertura
En 2018, la construcción del Paso a desnivel Las Piedrecitas dividió el parque en dos, afectando aún más su estructura. En 2022 se inició un proyecto de renovación en tres etapas, dirigido por la Alcaldía de Managua.
La reinauguración oficial se llevó a cabo el 17 de julio de 2024, en conmemoración del Día de la Alegría.

## Instalaciones
El parque tiene un área aproximada de siete manzanas e incluye:
- Juegos infantiles y áreas de picnic
- Canchas de voleibol con graderías para 772 personas
- Gimnasio al aire libre
- Miradores hacia la Laguna de Asososca y el Lago Xolotlán
- Senderos, luminarias LED, sistema de drenaje y restaurante
- Monumentos históricos como un vagón de vapor (primer tranvía de Nicaragua) y la "Ronda de Niños", en memoria de los menores fallecidos durante el terremoto de 1972[1]